# Dirka po Franciji 1953
| Mesto | Ime              | Čas               |
| ----- | ---------------- | ----------------- |
| 1     | Louison Bobet    | 129 h 23 min 25 s |
| 2     | Jean Malléjac    | 14 min 18 s       |
| 3     | Giancarlo Astrua | 15 min 2 s        |
| 4     | Alex Close       | 17 min 35 s       |
| 5     | Wout Wagtmans    | 18 min 5 s        |

Dirka po Franciji 1953 je bila 40. dirka po Franciji, ki je potekala leta 1953.

## Pregled
| Kategorije                          | Podatki            |
| ----------------------------------- | ------------------ |
| Začetek-konec                       | Strasbourg - Pariz |
| Dolžina (km)                        | 4.476              |
| Število etap                        | 22                 |
| Povprečna hitrost zmagovalca (km/h) | 34,593             |
| Kolesarjev                          | 119                |
| Tekmo končalo                       | 76                 |